# Aphanotrigonum infrans
Aphanotrigonum infrans är en tvåvingeart som först beskrevs av Becker 1912.  Aphanotrigonum infrans ingår i släktet Aphanotrigonum och familjen fritflugor. Inga underarter finns listade i Catalogue of Life.